# جولیوس تانن
جولیوس تانن (انگلیسی: Julius Tannen؛ ‏ ۱۶ مهٔ ۱۸۸۰ – ۳ ژانویهٔ ۱۹۶۵) هنرمند وودویل، کمدین، بازیگر اهل ایالات متحده آمریکا بود. وی بین سال‌های ۱۹۰۱ تا ۱۹۵۹ میلادی فعالیت می‌کرد.

## گزیدهٔ فیلم‌شناسی
- آواز در باران
- نمایش فوتبال
- بانو ایو
- خیابان بزرگ
- داستان پام بیچ
- یک رسوایی در پاریس
- گناه هارولد دیدلباک
- مردم علیه اوهارا
- برخورد در شب
- کری
- تلاش واپسین
- آخرین قطار گان هیل
- سفرهای سولیوان
- کریسمس در ژوئیه
- خانه فرانکشتاین